# Drandar
Drandar (Bulgaars: Дръндар, Turks: Hallaçlı) is een dorp in het oosten van Bulgarije. Het dorp ligt in de gemeente Soevorovo, oblast Varna. Het dorp ligt hemelsbreed ongeveer 27 km ten noordwesten van Varna en 357 km ten noordoosten van Sofia.
De moeder van de Bulgaarse politicus Ahmed Dogan komt oorspronkelijk uit dit dorp.

## Bevolking
Op 31 december 2020 woonden er 140 personen in het dorp Drandar. Het aantal inwoners vertoont al vele jaren een dalende trend: in 1934 had het dorp nog 795 inwoners.
|  |

In het dorp wonen nagenoeg uitsluitend etnische Turken. In de optionele volkstelling van 2011 identificeerden 162 van de 165 ondervraagden zichzelf als etnische Turken, terwijl de rest van de bevolking geen etniciteit had gespecificeerd. 
| Etnische samenstelling van de respondenten (2011) | Etnische samenstelling van de respondenten (2011) | Etnische samenstelling van de respondenten (2011) | Etnische samenstelling van de respondenten (2011) | Etnische samenstelling van de respondenten (2011) |
| ------------------------------------------------- | ------------------------------------------------- | ------------------------------------------------- | ------------------------------------------------- | ------------------------------------------------- |
|                                                   |                                                   |                                                   |                                                   |                                                   |
| Bulgaren                                          | Bulgaren                                          |                                                   | 0,0%                                              | 0,0%                                              |
| Turken                                            | Turken                                            |                                                   | 98,2%                                             | 98,2%                                             |
| Roma                                              | Roma                                              |                                                   | 0,0%                                              | 0,0%                                              |
| Anders/Onbekend                                   | Anders/Onbekend                                   |                                                   | 1,8%                                              | 1,8%                                              |

Van de 189 inwoners die in februari 2011 werden geteld, waren er 17 jonger dan 15 jaar oud (9%), gevolgd door 121 personen tussen de 15-64 jaar oud (64%) en 51 personen van 65 jaar of ouder (27%).